# Bola de ron

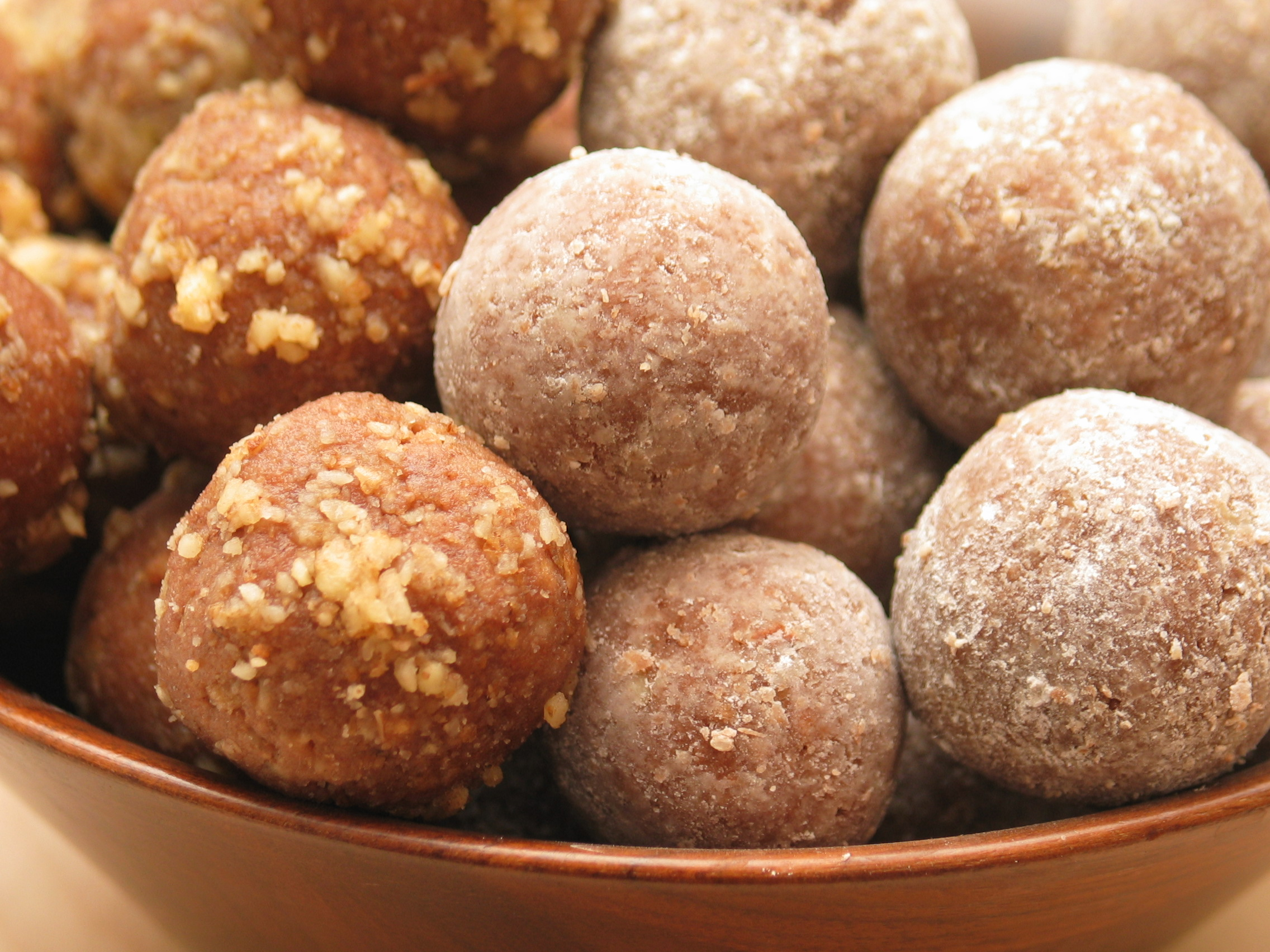
Bolas de ron.

Las bolas de ron (en alemán Rumkugel, Punschkugel o simplemente Trüffel) son dulces parecidos a trufas, es decir, bolas dulces y densas con chocolate y ron. Tienen el tamaño aproximado de una pelota de golf y suele recubrirse de fideos de chocolate, coco rallado o cacao en polvo. Como implica su nombre, estos dulces contienen ron y al no ser horneados el sabor y la fuerza del alcohol no se pierden en su preparación. Son especialmente populares en la época navideña en Australia, Canadá, Nueva Zelanda, Estados Unidos, Dinamarca (donde son llamadas romkugle, y se consumen todo el año), Austria, Hungría y la República Checa.
Sylvia Lovegren cuenta en su libro Fashionable Food: Seven Decades of Food Fads que los dulces con alcohol estuvieron de moda en los años 1960, especialmente las bolas de ron y las de bourbon. Ambas recetas son esencialmente la misma, cambiando solo el licor. 
Hay muchas formas diferentes de elaborar bolas de ron, variando la receta según la región y la familia. Todas las variantes deben incluir chocolate y ron, pero el resto de ingredientes cambia en tipo, forma y cantidad.
Para hacer una bola de ron, se tritura un bizcocho o galleta y se mezcla con chocolate y con algún ingrediente húmedo que una la pasta, como mermelada o leche condensada. También pueden añadirse otros ingredientes, como frutos secos. Cuando la mezcla tiene la textura adecuada, se le da forma de bolas y se recubre.
En Hungría se hacen de forma parecida, salvo porque suelen recubrirse con azúcar. A veces se les añaden nueces picadas y pasas. Algunas bolas de ron húngaras se hacen con cerezas enteras dentro, recubriéndose con escamas de coco (llamadas kókuszgolyó). 